# Marion (humorista)
Marion és el sobrenom de Georgette Mariot (Rocourt, província de Lieja, 16 d'abril de 1933) és una humorista i actriu belga.

## Biografia
Després d'estudiar arts còmiques, Marion es va convertir en presentadora a la ràdio belga el 1959 i després a la televisió belga de parla francesa (RTB, que després es va convertir en RTBF) entre 1965 i 1978, una activitat gràcies a la qual ràpidament va adquirir una reputació força important. A finals dels anys seixanta, sota el nom de Marion Darbo, va donar veu al titella Bébé Antoine, el personatge central d'un programa per a nens. La seva popularitat es confirma quan forma un famós duo (i durador) amb Stéphane Steeman en molts espectacles de comèdia des de 1969 i en dos discs publicats el 1973 i el 1974.
A mitjan dècada dels vuitanta, el públic francòfon va retrobar la seva veu a la televisió, darrere del personatge de barrufet Rondinaire en la sèrie de dibuixos animats inspirats en la historieta creada per Peyo.
També organitza des de fa més de 20 anys Samedi cinéma, sessions de cinema per a nens mentre els pares van assistir veuen una altra pel·lícula en una sala adjacent. Ella i la seva companyia de teatre Le Manteau d'Arlequin, acollint nombrosos espectacles de tots els estils al Lundi théâtre (de nou el 2016), esdeveniments culturals puntuals a la capital belga. Després de vint anys al Witloof, el cafè-teatre de Le Botanique, les representacions actuals se celebren a Riches-Claires.
Marion es va casar amb el realitzador Léo Quoilin, que ha posat en imatges la majoria dels dibuixos que va crear amb Stéphane Steeman.

## Discografia no exhaustiva
Algunes de les cançons editades en 45 rpm:
- 1973 : "Marolles… Marolles…" (paròdia de Dalida, amb Stéphane Steeman)
- 1974 : "Belgigiqu'amoroso" (paròdia de Dalida, amb Stéphane Steeman, portada de Tibet)
- 1974 : "Questionnairs"
- 1979 : "Dansons la Communautaire" (paròdia de Dalida a la cara A i de Marie-Paule Belle a la cara B)
- 197? : "Une maman c'est fait pour ça"
- 197? : "Chaperon Rouge et Blanche Neige" (Història contada per Marion en 33 rpm. Ofert per Oxo Energy)
- 197? : "Le voyage de Bébé Antoine sur la Lune" (45 rpm)
- 1981 : "Wallonie"

## Filmografia selectiva
- 2012 : Franck et Dean, curtmrtrayge de Céline Charlier